# روشن بایراموف
روشن بایراموف (به ترکی آذربایجانی: Rövşən Bayramov؛ زادۀ ۷ مه ۱۹۸۷) کشتی‌گیر پیشین اهل جمهوری آذربایجان است که در دستهٔ ۵۵ کیلوگرم کشتی فرنگی فعالیت کرده است. بایراموف برنده مدال نقرۀ دو دورهٔ پیاپی بازی‌های المپیک تابستانی در ۲۰۰۸ پکن و ۲۰۱۲ لندن و برندهٔ یک مدال طلا (۲۰۱۱) و دو نقره (۲۰۰۶ و ۲۰۱۵) از مسابقات قهرمانی کشتی جهان است.
بایراموف همچنین قهرمان دو دورهٔ مسابقات قهرمانی کشتی اروپا در سال‌های ۲۰۰۷ و ۲۰۰۸ است.

## المپیک ۲۰۱۲ لندن
در بازی‌های المپیک تابستانی ۲۰۱۲ بایراموف با غلبه بر مینیگیان سمنف روسی، اسپنسر مانگو آمریکایی، لی شو-جین چینی و چوی گیو-جین از کره جنوبی توانست به مسابقه نهایی راه پیدا کند، اما در فینال مقابل حمید سوریان کشتی‌گیر ایرانی بازی را واگذار کرد و مدال نقره المپیک را به دست آورد.

## المپیک ۲۰۱۶ ریو
در المپیک ۲۰۱۶ ریو بایراموف با غلبه بر رایبر اوروزکو رودریگز ونزوئلایی، جسی تیلکه آمریکایی به مرحله نیمه نهایی راه پیدا کند اما در این مرحله مقابل شینوبو اوتا کشتی گیر ژاپنی شکست خورد و به دیدار رده بندی رفت. او در این مرحله نیز مقابل استیک اندرو برگ از نروژ بازی را واگذار کرد و به مقام پنجم رسید.